# Luis Fabián Galesio
Luis Fabián Galesio (Córdoba, Córdoba, Argentina; 25 de marzo de 1993) es un futbolista argentino conocido por ser el ganador de Gran Hermano 2016 de Argentina. Juega como delantero y actualmente milita en FC Pompei de la Eccellenza del Fútbol de Italia.

## Inicios
Jugó en las divisiones inferiores de Arsenal de Sarandí como delantero. También pasó por Instituto de Córdoba quien lo dio a préstamo cuatro meses al club Argentino Peñarol jugando el Torneo Federal B y Copa Argentina, donde en 10 partidos jugados hizo 14 goles y por 9 de Julio de Morteros.

### Televisión
| Año  | Programa                      | Rol             | Notas                     |
| ---- | ----------------------------- | --------------- | ------------------------- |
| 2016 | Gran Hermano 2016 (Argentina) | Participante    | 7.º Eliminado / Ganador   |
| 2016 | El debate, la Revancha        | Veedor (Jurado) | Junto a Francisco Delgado |

En 2016, resigna su vínculo con el club morterense para ingresar al reality más famoso de la TV, en el cual se coronaría como ganador del mismo.

### Vuelta al fútbol
Tras pasar por varios programas de TV siendo reconocido, expresó sus deseos de volver al profesionalismo. Luego de varias charlas, y del visto bueno con Humberto Grondona, "Luifa" estampó su firma con Arsenal, volviendo así a su primer amor.
Disputó amistosos de pretemporada con muy buenas actuaciones, pero finalmente no fue tenido en cuenta por la superpoblación de delanteros.

## Clubes de Fútbol
| Club                    | País      | Año         |
| ----------------------- | --------- | ----------- |
| Instituto de Córdoba    | Argentina | 2014 - 2015 |
| Argentino Peñarol       | Argentina | 2015        |
| 9 de Julio de Morteros  | Argentina | 2015 - 2016 |
| Arsenal                 | Argentina | 2017        |
| S.S.D. Argentina Arma   | Italia    | 2018        |
| S.S.D. Cittá di Messina | Italia    | 2018 - 2019 |
| U.S. Levico Terme       | Italia    | 2019        |
| Caldiero Terme          | Italia    | 2020 - 2021 |
| FC Matese               | Italia    | 2021 - 2022 |

- Datos: Q47485237